# 209209 Ericmarsh
209209 Ericmarsh è un asteroide della fascia principale. Scoperto nel 2003, presenta un'orbita caratterizzata da un semiasse maggiore pari a 2,4360973 UA e da un'eccentricità di 0,0958727, inclinata di 6,45131° rispetto all'eclittica.